# 愛知県道75号春日井長久手線

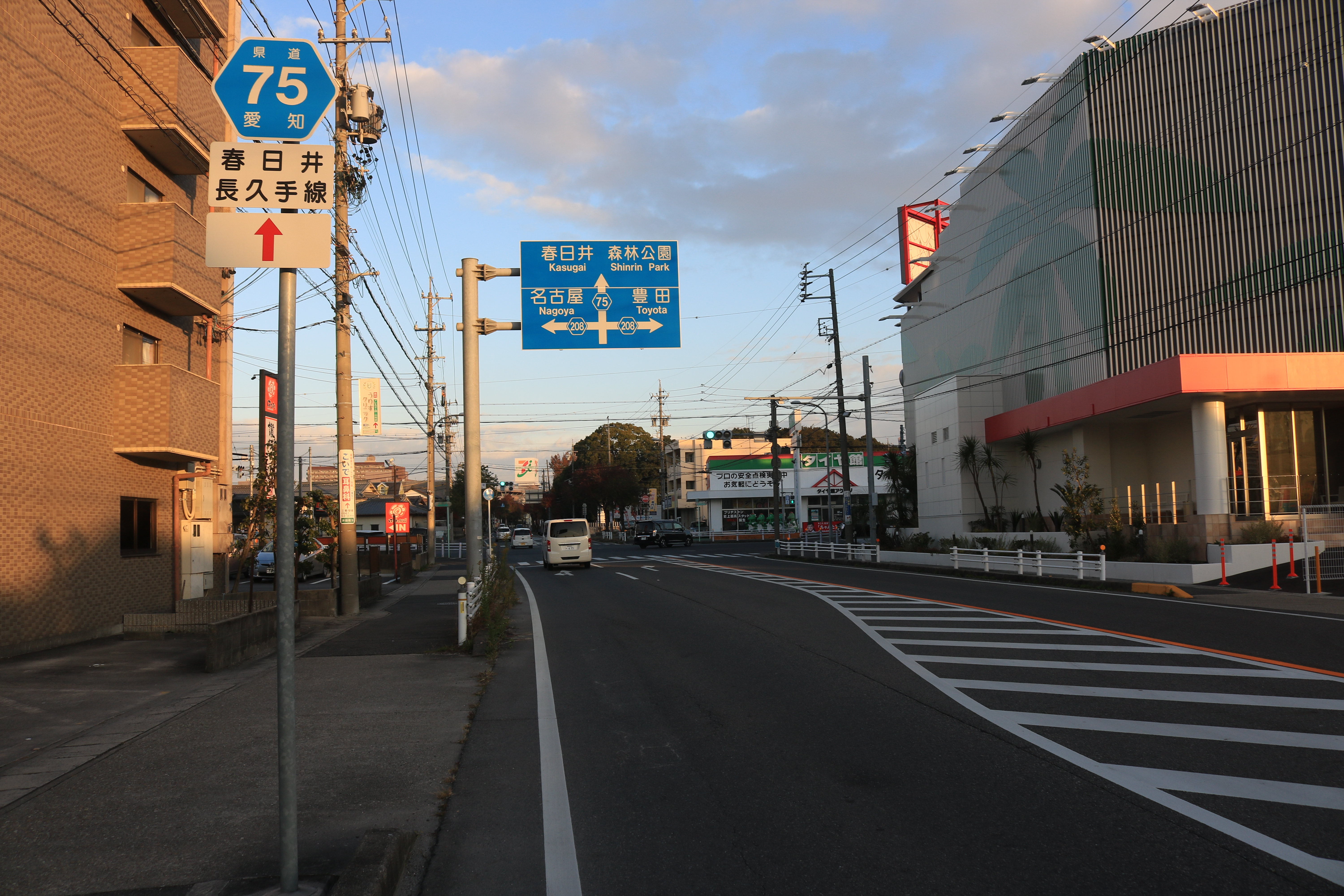
愛知県道75号春日井長久手線、前方に愛知県道208号上半田川名古屋線との井田町交差点、尾張旭市井田町

愛知県道75号春日井長久手線（あいちけんどう75ごう かすがいながくてせん）とは愛知県春日井市と同県長久手市を結ぶ主要地方道である。

## 概要
基本的に片側一車線の対面通行だが、瀬戸市の小坂町交差点（国道363号交点） - 長久手市の早稲田交差点の区間は、道幅が狭いため中央線が引かれていない。

### 路線データ
- 愛知県春日井市瑞穂通（瑞穂通5交差点：国道19号交点）
- 愛知県長久手市富士浦（香桶交差点：愛知県道60号名古屋長久手線交点）

## 沿革
- 1966年8月1日 、一般県道として認定。
- 1982年4月1日、主要地方道に指定。
- 1983年2月21日、県道番号が75となる。

## 重複区間
- 愛知県道25号春日井一宮線（愛知県春日井市鳥居松町）
- 愛知県道30号関田名古屋線（愛知県春日井市林島町）
- 国道363号（瀬港線）（愛知県瀬戸市小坂町：西本地橋南 - 小坂町交差点）
- 愛知県道215号田籾名古屋線（愛知県長久手市岩作：消防署北 - 早稲田交差点）
- 愛知県道57号瀬戸大府東海線（愛知県長久手市岩作：長久手市役所前 - 早稲田交差点）

## 通過する自治体
- 春日井市
- 名古屋市（守山区）
- 尾張旭市
- 瀬戸市
- 長久手市

## 沿線

### 春日井市
- 春日井市役所
- JR中央本線 神領駅
- 庄内川（下志段味橋）

### 名古屋市守山区
- 守山区役所志段味支所

### 尾張旭市
- 愛知県森林公園
- 名鉄瀬戸線 三郷駅
- イトーヨーカドー尾張旭店
- 矢田川（西本地橋）

### 瀬戸市
- バロー瀬戸西店
- 尾張東部衛生組合晴丘センター[1]
- 山の田坊金工業団地[2]

### 長久手市
- 愛知医科大学
  - 愛知医科大学病院
- 色金山歴史公園
- 長久手市役所
- 長久手市立長久手小学校
- 尾三消防組合長久手消防署

## 接続道路
- 国道19号（春日井バイパス）（瑞穂通5丁目交差点）
- 愛知県道25号春日井一宮線（瑞穂通5丁目交差点 - 八事町交差点で重複）
- 愛知県道508号内津勝川線（下街道）（鳥居松交差点）
- 愛知県道30号関田名古屋線（関田町交差点 - 生目橋東詰で重複）
- 愛知県道213号篠木尾張旭線（熊野町交差点）
- 愛知県道450号神領停車場線・愛知県道205号下半田川春日井線（神領町交差点）
- 愛知県道15号名古屋多治見線（竜泉寺街道）（志段味中学校西交差点付近で重複）
- 愛知県道214号松本名古屋線（雨池交差点）
- 愛知県道61号名古屋瀬戸線（瀬戸街道）（三郷交差点）
- 愛知県道208号上半田川名古屋線（旭街道）（井田町交差点）
- 国道363号（瀬港線）（西本地橋南交差点 - 小坂町交差点で重複）
- 愛知県道215号田籾名古屋線（消防署北 - 早稲田交差点で重複）
- 愛知県道57号瀬戸大府東海線（長久手市役所 - 早稲田交差点で重複）
- 愛知県道60号名古屋長久手線（香桶交差点）

## 別名
- 森林公園通り（尾張旭市）
- 古戦場通り（長久手市）